# Рибальченко Вадим Миколайович
Вади́м Микола́йович Риба́льченко (нар.12 вересня 1977, Лозова Харківської області — пом.22 лютого 2015, Харків, Україна) — полковник міліції.

## Життєпис
Народився у м. Лозова Харківської області.
1998 року закінчив Харківський національний університет внутрішніх справ, факультет економічної безпеки, спеціальність — правознавство. Працював на різних посадах — від оперуповноваженого ВДСБЕЗ Лозівського МРВ до начальника кримінальної міліції Первомайського РВ ГУМВС України в Харківській області. За сумлінне ставлення до службових обов'язків неодноразово відзначений нагородами МВС та ГУМВС України в Харківській області.
З 2011 року — заступник начальника райвідділу — начальник кримінальної міліції Первомайського районного відділу ГУМВС України в Харківській області.
Загинув у віці 37 років в місті Харків 22 лютого 2015 року під час виконання службових обов'язків.
До Харкова підполковник міліції Вадим Рибальченко приїхав у службове відрядження — з організації супроводу масових заходів, запланованих на 22 лютого до річниці Революції Гідності та вшанування пам'яті полеглих героїв. Приблизно о 13:20 в центрі міста на Московському проспекті біля станції метро «Палац спорту», навпроти «Харків-арени», проросійські терористи підірвали вибуховий пристрій поблизу дороги у той час, коли харків'яни проходили колоною від Палацу спорту до метро. Внаслідок теракту загинули підполковник Рибальченко й активіст Ігор Толмачов, 11 людей поранено, серед них 5 міліціонерів та 15-річна дитина. Дві людини померли в лікарні.
Похований у місті Лозова.

## Нагороди
26 лютого 2015 року за особисту мужність, виявлену під час виконання службових обов'язків, самовіддане служіння Українському народові відзначений — нагороджений орденом «За мужність» III ступеня (посмертно). Також загиблому було присвоєне звання полковника міліції (посмертно).

## Памʼять

Меморіальна дошка на стіні Іоано-Богословського храму

- Меморіальна дошка на стіні Іоано-Богословського храму21 вересня 2021 року відкрита меморіальна дошка на стіні Іоано-Богословського храму ПЦУ в Харкові[1].